# Platysphinx zabolicus
Platysphinx zabolicus is een vlinder uit de familie pijlstaarten (Sphingidae). De wetenschappelijke naam van deze soort is voor het eerst geldig gepubliceerd in 2007 door Haxaire & Melichar.
De soort komt voor in het Afrotropisch gebied.